# Kwon Yul
Kwon Se-in (en hangul, 권세인; hanja: 權世仁; RR: Gwon Se-in), más conocido como Kwon Yul (hangul: 권율; hanja: 權律; RR: Gwon Yul; Corea del Sur, 29 de junio de 1982), es un actor surcoreano.

## Biografía
Estudió en la Universidad Chung-Ang.
Cambió su nombre de nacimiento a su nombre artístico Kwon Yul en noviembre del 2012.

## Carrera
Es miembro de la agencia "Saram Entertainment".
Ha aparecido en sesiones fotográficas para "CeCi", entre otros...
En abril de 2015 se unió al elenco principal de la serie Let's Eat 2, donde interpretó a Lee Sang-woo, el interés romántico de Baek Soo-ji (Seo Hyun-jin).
En enero de 2016 se unió al elenco principal de la serie One More Happy Ending donde dio vida al doctor Goo Hae-joon, un Neurólogo en el "Hospital Sarang" y el mejor amigo de Song Soo-hyuk (Jung Kyung-ho).
El 11 de julio del mismo año se unió al elenco principal de la serie Hey Ghost, Let's Fight donde interpretó a Joo Hye-sung, un veterinario y profesor que es poseído por un espíritu maligno que intenta acabar con la vida de Park Bong-pal (Ok Taec-yeon), hasta el final de la serie el 30 de agosto del mismo año.
En marzo de 2017 se unió al elenco de la serie Whisper, donde dio vida a Kang Jung-il, un abogado y gerente de equipo de fusiones y adquisiciones corporativas en el bufete de abogados "Taebaek", hasta el final de la serie en mayo del mismo año.
El 11 de febrero de 2019 se unió al elenco principal de la serie Haechi donde interpretó al funcionario Park Moon-soo, un apasionado hombre que busca la justicia y busca proteger a los débiles y pobres.
En noviembre de 2020 se unirá al elenco principal de la serie The In-Laws (también conocida como "Daughter-in-Law") donde dará vida a Moon Goo-young, el esposo de Min Sa-rin (Park Ha-sun).
En septiembre de 2021 se unió al elenco principal de la serie Dali and Cocky Prince (también conocida como "Dal Li and Gamja-tang"), donde interpreta a Tae-jin, un director de la empresa que choca con Jin Mu-hak (Kim Min-jae) pero que es dulce con Kim Dal-li (Park Kyu-young).

## Filmografía

### Series de televisión
| Año     | Título                        | Personaje        | Notas                           | Ref.                 |
| ------- | ----------------------------- | ---------------- | ------------------------------- | -------------------- |
| 2007    | Mackerel Run                  | Baek Heon        |                                 |                      |
| 2008    | Working Mom                   | Park In-seong    |                                 |                      |
| 2008    | King Sejong the Great         | Shin Suk-ju      |                                 |                      |
| 2009    | My Fair Lady                  | Jung-sik         |                                 |                      |
| 2010    | Glad to Love You              | Dong-hoon        | 162 episodios                   |                      |
| 2011    | Lie to Me                     | Park Hoon        |                                 |                      |
| 2011    | Brain                         | Yeo Bong-gu      |                                 |                      |
| 2012    | What's Up                     | Director Oh      |                                 |                      |
| 2012    | Just an Ordinary Love Story   | Han Jae-min      |                                 |                      |
| 2012    | Monster                       | Cha Eun-oh       |                                 |                      |
| 2012    | My Daughter Seo-young         | Man-se           |                                 |                      |
| 2013    | She Is Wow                    | Ji Seong-ki      |                                 |                      |
| 2014    | Angel's Revenge               | Seo Ji-seok      | 103 episodios                   |                      |
| 2015    | Let's Eat 2                   | Lee Sang-woo     | 18 episodios                    |                      |
| 2015    | I've Got My Eye on You        | Yeom Ki-ho       |                                 |                      |
| 2016    | One More Happy Ending         | Dr. Goo Hae-joon | 16 episodios                    |                      |
| 2016    | Hey Ghost, Let's Fight        | Joo Hye-sung     | 16 episodios                    |                      |
| 2017    | Whisper                       | Kang Jung-il     | 17 episodios                    |                      |
| 2018    | Voice 2                       | Bang Je-soo      |                                 | [ 14 ]               |
| 2019    | Haechi                        | Park Moon-soo    | 24 episodios                    | [ 15 ]               |
| 2019    | Voice 3                       | Bang Je-soo      |                                 |                      |
| 2020    | The Cursed                    | Lee Jung-hoon    | Aparición especial, ep. 4       |                      |
| 2020    | The King: The Eternal Monarch | Emperador Lee Ho | Aparición especial, 3 episodios |                      |
| 2020    | My Unfamiliar Family          | Yoo Min-woo      | Aparición especial              |                      |
| 2020-21 | The In-Laws                   | Moon Goo-young   | 12 episodios                    |                      |
| 2021    | Voice 4                       | Bang Je-soo      | Aparición especial, ep. 14      |                      |
| 2021    | Dali and Cocky Prince         | Jang Tae-jin     |                                 | [ 16 ]               |
| 2022    | Mental Coach Jegal            | Goo Tae-man      |                                 | [ 17 ] [ 18 ]        |
| 2022    | Love Is for Suckers           | Baek Jun-yeo     | Aparición especial              | [ 19 ]               |
| 2023    | Echándote de menos            | Cha Young-woon   |                                 | [ 20 ] [ 21 ]        |
| 2024    | Connection                    | Park Tae-jin     |                                 | [ 22 ] [ 23 ] [ 24 ] |
| 2024    | My Sweet Mobster              | Jang Hyeon-woo   |                                 | [ 25 ] [ 26 ]        |
| 2025    | La jugada ganadora            | Mo Sang-gi       |                                 |                      |

### Películas
| Año  | Título                                  | Personaje           | Notas                                                                                     | Ref.   |
| ---- | --------------------------------------- | ------------------- | ----------------------------------------------------------------------------------------- | ------ |
| 2002 | Birthday                                | -                   |                                                                                           |        |
| 2008 | Beastie Boys                            | Ji-hoon             | Junto a Yoon Kye-sang, Yoon Jin-seo, Ha Jung-woo, Ma Dong-seok y Kim Young-hoon           |        |
| 2010 | My Dear Desperado                       | Jae-young           |                                                                                           |        |
| 2012 | Nameless Gangster: Rules of the Time    | Imitador #3         |                                                                                           |        |
| 2012 | Pieta                                   | Hombre con Guitarra | Junto a Lee Jung-jin, Jo Min-su, Kang Eun-jin, Woo Ki-hong, Cho Jae-ryong y Lee Myeong-ja |        |
| 2013 | Ingtoogi: The Battle of Internet Trolls | Hee-joon            |                                                                                           |        |
| 2014 | Tabloid Truth                           | Han Jung-soo        | Cameo - junto a Jung Jin-young, Ko Chang-seok, Park Sung-woong, Ko Won-hee y Kim Kang-woo |        |
| 2014 | Godsend                                 | Novio de So-young   |                                                                                           |        |
| 2014 | Miss the Train                          | Yeon-woo            |                                                                                           |        |
| 2014 | The Admiral: Roaring Currents           | Yi Hoe              | Junto a Choi Min-sik, Ryu Seung-ryong, Cho Jin-woong, Jin Goo y No Min-woo                |        |
| 2014 | Phantoms of the Archive                 | Jin-gi              | Segmento: "Old Film"                                                                      |        |
| 2016 | Elephant in the Room                    | Ji-sub              | Segmento: "Lucid Dream"                                                                   |        |
| 2016 | The Hunt                                | Maeng Jun-ho        | Junto a Cho Jin-woong, Ahn Sung-ki, Son Hyun-joo, Park Byung-eun y Han Ye-ri              |        |
| 2016 | Moonlight Palace                        | Won                 | Voz                                                                                       |        |
| 2016 | Worst Woman                             | Hyun-oh             |                                                                                           |        |
| 2017 | Anarchist from Colony                   | Lee Seok            | Junto a Lee Je-hoon, Choi Hee-seo, Min Jin-woong y Kim Jun-han                            | [ 27 ] |
| 2017 | A Special Lady                          | Gong-myeong         | Cameo - junto a Kim Hye-soo, Lee Sun-kyun y Lee Hee-joon                                  |        |
| 2018 | Champion                                | Jin-gi              |                                                                                           |        |

### Programas de televisión
| Año        | Programa                                  | Función             | Notas                                                      | Ref.          |
| ---------- | ----------------------------------------- | ------------------- | ---------------------------------------------------------- | ------------- |
| 2016       | Life Bar                                  | Invitado            | Ep. 1                                                      |               |
| 2016, 2019 | Running Man                               | Invitado            | Ep. 303-304, 437                                           | [ 28 ]        |
| 2017       | Taxi                                      | Invitado            |                                                            |               |
| 2022       | Omniscient Interfering View (The Manager) | Invitado            | Ep. 184, 188, 190                                          |               |
| 2023       | Europa fuera de la tienda                 | Miembro del reparto | Programa de viajes en tienda de campaña - temp. 2 (España) | [ 29 ] [ 30 ] |

### Presentador
| Año                                            | Programa                           | Notas                                  |
| ---------------------------------------------- | ---------------------------------- | -------------------------------------- |
| 26 de agosto de 2012 - 17 de noviembre de 2012 | Yoon Kye-sang's One Table          | junto a Yoon Kye-sang                  |
| 11 de julio de 2013 - 15 de enero de 2014      | Movie Star Social Club             |                                        |
| 2018                                           | 54th Baeksang Arts Award           | Copresentador - junto a Lee Ha-na      |
| 2019                                           | 2019 K-World Festa                 | Copresentador - junto a Choi Soo-young |
| 2021                                           | 2021 MAMA (2021 Mnet Music Awards) | presentador de categoría               |

### Narrador
| Año  | Título                                    | Notas        |
| ---- | ----------------------------------------- | ------------ |
| 2014 | Twinkle-Twinkle Pitter-Patter             | (corto)      |
| 2015 | Roaring Currents: The Road of the Admiral | (documental) |

### Radio
| Año  | Programa                        | Notas    |
| ---- | ------------------------------- | -------- |
| 2016 | Park Kyung Lim's 2 O'Clock Date | invitado |

### Videos musicales
| Año  | Artista       | Canción  | Notas |
| ---- | ------------- | -------- | ----- |
| 2015 | Unknown Dress | "Meteor" |       |

### Anuncios
| Año  | Título             | Notas                               |
| ---- | ------------------ | ----------------------------------- |
| -    | LG Flatron Monitor |                                     |
| 2012 | T map              |                                     |
| 2012 | 수프리모 / Supremo |                                     |
| 2015 | ShinHan Investment | junto a Lee Je-hoon y Cho Jin-woong |

### Teatro
| Año  | Obra            | Personaje | Notas |
| ---- | --------------- | --------- | ----- |
| 2001 | Carmen          | -         |       |
| 2002 | West Side Story | -         |       |
| 2002 | A Little Monk   | -         |       |
| 2002 | Our Town        | -         |       |
| 2002 | Birthday        | -         |       |

## Premios y nominaciones
| Año  | Premio                 | Categoría                                         | Trabajo               | Resultado |
| ---- | ---------------------- | ------------------------------------------------- | --------------------- | --------- |
| 2014 | KBS Drama Award        | Best Couple Award (junto a Yoon So-yi)            | Angel's Revenge       | Nominados |
| 2016 | 8th Style Icon Asia    | Awesome Spotlight                                 | -                     | Ganó      |
| 2017 | 10th Korea Drama Award | Top Excellence Award, Actor                       | Whisper               | Ganó      |
| 2017 | 25th SBS Drama Award   | Excellence Award, Actor in a Monday-Tuesday Drama | Whisper               | Ganó      |
| 2021 | KBS Drama Award        | Best Supporting Actor                             | Dali and Cocky Prince | Nominado  |